# Button’s Coffee-house
Button's Coffee-house war als Nachfolger von Will’s Coffee-house das führende Londoner Literaturcafé im frühen 18. Jahrhundert.
Button's Coffee-house in der Russell Street in Covent Garden wurde um 1713 wesentlich auf Betreiben des Schriftstellers und Journalisten Joseph Addison gegründet. Der Besitzer, Daniel Button, war zuvor ein Diener der Countess of Warwick gewesen – Addisons Ehefrau. Um das Café durchzusetzen, begann Addison gemeinsam mit Richard Steele eine Kampagne in der Zeitung The Guardian, die darin gipfelte, dass Addison einen mit einem Löwenkopf verzierten Leserbriefkasten in dem Lokal anbringen ließ. Addison erklärte den Sinn der Einrichtung so: „Was immer der Löwe schluckt, werde ich zum Nutzen der Öffentlichkeit verdauen.“ Bald nach dieser Aktion wurde Button's zum wichtigsten Treffpunkt der Londoner Literaten und Journalisten.
Spätestens ab der Mitte des 18. Jahrhunderts wurde Button's Coffee-house als wichtigster Treffpunkt der Literaten abgelöst durch das Bedford Coffee-house.

## Bekannte Gäste
- Joseph Addison
- Alexander Pope
- Richard Steele
- Jonathan Swift